# André Rostand
Pour les articles homonymes, voir Rostand.
Pour les autres membres de la famille, voir Famille Rostand.
André Rostand, né à Paris le 9 mars 1878 et mort le 16 novembre 1965 à Flamanville, est un responsable agricole, historien, patron de presse et homme politique français.

## Biographie
André Marie Rostand est le fils de Jules Rostand et de Hélène Gay.
Élève à l'École militaire de Saint-Cyr, Rostand suit la carrière militaire et en sort comme sous-lieutenant. Il prend part à la Première Guerre mondiale comme officier au 36e régiment d'infanterie. Blessé à deux reprises, il reçoit deux citations et la rosette de la Légion d'honneur.
Membre de l'Académie des lettres, des sciences et des arts d'Amiens, il est aussi le propriétaire du château de Flamanville, qu'il avait hérité de son beau-père l'ingénieur Charles Milcent (frère de Louis Milcent), André Rostand est élu maire de la commune de Flamanville et conseiller général du canton des Pieux en 1919. Il est maire de Flamanville jusqu'en 1944 et siège au Conseil général de la Manche jusqu'en 1940, époque où il nommé membre du Conseil départemental de la Manche (aux côtés notamment de Henri de Commines de Marsilly, lié aux Rostand).
Homme de presse, il dirige le journal La Dépêche de Cherbourg de 1919 à 1940 et était propriétaire de la « Société de Presse de la Manche » avec les députés Bernard de La Groudière et Gustave Guérin. Cette société contrôlait notamment Le Cotentin, Le Courrier de la Manche, Le Mortainais, L'Opinion de la Manche, etc.
Vice-président du Syndicat des agriculteurs de la Manche (sous la présidence d'Émile Damecour), il devient le premier président de la caisse régionale du Crédit agricole mutuel de Basse-Normandie en 1928 et président de la Chambre d'agriculture de la Manche en 1933.
En janvier 1941, il devient membre du Conseil national, et, en mars 1942, syndic régional.
En 1946, il est élu membre du conseil d'administration de la Fédération départementale des syndicats d'exploitants agricoles de la Manche, avant de retrouver, entre 1949 et 1952, la présidence de la Chambre d'agriculture de la Manche.
Se consacrant à des études historiques, il publia divers articles et ouvrages sur l'histoire de la Normandie et de la Picardie. Il devient membre titulaire de la Société nationale académique de Cherbourg le 7 novembre 1928

## Publications
- Noyon, étude lue à la séance du 15 juin 1906, 1906
- Remparts anciens de Picardie, 1907
- En Laonnois, 1908
- Les Descriptions anciennes de la cathédrale d'Amiens, 1911
- L'Exposition d'art religieux ancien de Bois-le-Duc, 1913
- Quelques documents inédits concernant l'abbaye de Saint-Evroul, conservés dans les papiers et les correspondances de Montfaucon, 1913
- Le Retable de Livry (Calvados), 1914
- L'Avenir du canton des Pieux, 1919
- La Région de Basse-Normandie. Rapport présenté au congrès de l'Association normande, le 26 juin 1920, 1920
- La Construction de l'église de Flamanville (Manche) (1669-1671), 1922
- Les Fresques de l'église d'Omonville-la-Rogue (Manche), 1922
- Notes sur la sculpture du Moyen Âge dans l'ancien diocèse de Coutances, 1923
- Voyages et négociations d'un diplomate bas-normand (1706-1715), 1929
- Barbey d'Aurevilly, l'histoire et les historiens, 1930
- J.-B. Descamps (1715-1791), 1936
- L'Œuvre architecturale des Bénédictins de la Congrégation de Saint-Maur en Normandie (1616-1789), 1940
- Monuments meurtris du Cotentin libéré, 1948

## Distinctions
- Officier de la Légion d'honneur
- Croix de guerre 1914-1918 avec palme

## Sources
1. ↑  Mémoires de la Société nationale académique de Cherbourg, tome XXVII, 1969.
2. ↑  A. Rostand, L'Ame provençale, Amiens, Yvert et Tellier, 1909, 61 p.
3. ↑  Émile Damecour, L'Illustration économique et financière, numéro spécial « La Manche », supplément au numéro du 28 août 1926
4. ↑  Jean-François Hamel, sous la direction de René Gautier, Dictionnaire des personnages remarquables de la Manche

Dossier d'officier de la Légion d'honneur https://www.leonore.archives-nationales.culture.gouv.fr/ui/#spotlight (dossier n° 19800035/659/75898)